# Austrotinodes texensis
Austrotinodes texensis là một loài Trichoptera trong họ Ecnomidae. Chúng phân bố ở miền Tân bắc.